# John Sibbit
John Ephraim "Jack" Sibbit, né le 3 avril 1895 à Ancoats et décédé le 5 août 1950 à Manchester, est un coureur cycliste britannique du début du XXe siècle.

## Biographie
En 1928, il remporte une médaille d'argent aux Jeux olympiques d'Amsterdam, lors de la compétition de tandem avec Ernest Chambers. Le duo termine 5e de la même épreuve aux Jeux olympiques de Berlin.
Il possède également de nombreux titres nationaux sur piste,.

## Palmarès

### Jeux olympiques
- Amsterdam 1928
  -  Médaillé d'argent du tandem